# Craugastor megacephalus
Craugastor megacephalus is een kikker uit de familie Craugastoridae. De soort werd voor het eerst wetenschappelijk beschreven door Edward Drinker Cope in 1875. Oorspronkelijk werd de wetenschappelijke naam Lithodytes megacephalus gebruikt. Later werd de kikker tot de geslachten Hylodes en Eleutherodactylus gerekend. De soortaanduiding megacephalus betekent vrij vertaald 'grote kop'.
De soort komt voor in delen van Midden-Amerika en leeft in de landen Costa Rica, Honduras, Nicaragua en Panama.